# Саул Розенцвайг
Саул Розенцвайг (на английски: Saul Rosenzweig) е американски психолог и терапевт, известен с картинно-фрустрационен тест, представен за първи път през 1935 г. Този тест се използва от клиницистите, които ценят неговата простота и метрологични качества.

## Биография
Роден е през 1907 година в Бостън, САЩ. Получава докторска степен от Харвардския университет. Става професор по психология във Вашингтонския университет в Сейнт Луис и психолог – завеждащ отдела по детска психиатрия. Приятел и съученик е на Бъръс Скинър.
Розенцвайг става известен след като публикува разработка, която дискутира „общите фактори“, лежащи зад различните направления в психотерапията. Той смята, че всички модели на терапия са еднакво успешни, поради това, че терапевтите споделят общи фактори в лечението на пациентите. Неговите предпоставки стават известни като решение на птицата Додо или хипотеза на птицата Додо – отпратка към „Алиса в страната на чудесата“ от Луис Карол, в която птицата Додо обявява в края на състезанието: „Всички печелят и всички трябва да получат награди“.
Умира през 2004 година на 97-годишна възраст.

## Основни трудове
- „Some implicit common factors in diverse methods of psychotherapy“. American Journal of Orthopsychiatry 6: 412–415 (1936)
- The Picture-assotiation method and its application in a study of reactions to frustration of personality, 1945.
- Psychodiagnostics, 1949.